# 泰勒·羅素
泰勒·羅素（英語：Taylor Russell McKenzie，1994年7月18日—）是一名加拿大女演員。她曾主演過Netflix影集《迷失太空》，參演《密弒遊戲》、《密弒遊戲2：勝者危亡》、《還有機會說再見》、《骨肉的總和》等電影。

## 个人
羅素出生于加拿大温哥华，她在温哥华和多伦多长大。她的父亲是黑人，母亲是白人。她在采访中承认她因为肤色而同时遭到黑人和白人的种族歧视。